# Okrug Komárno
Okrug Komárno (slo. Okres Komárno) nalazi se u jugozapadnoj Slovačkoj u Nitranskom kraju .  U okrugu živi 98 829 stanovnika (2011.: 30.079 Slovaka,  74.976 Mađara), dok je gustoća naseljenosti 89,83 stan/km². Ukupna površina okruga je 1100,13 km². Glavni grad okruga Komárno je istoimeni grad  Komárno s 31 880 stanovnika.

## Stanovništvo
| Godina:     | 1994.   | 2004.   | 2014.   | 2024.   |
| ----------- | ------- | ------- | ------- | ------- |
| Broj ljudi: | 109 329 | 107 290 | 103 360 | 98 829  |
| Razlika:    |         | −1,86 % | −3,66 % | −4,38 % |

| Godina:     | 2023.  | 2024.   |
| ----------- | ------ | ------- |
| Broj ljudi: | 99 273 | 98 829  |
| Razlika:    |        | −0,44 % |

## Gradovi
- Hurbanovo
- Kolárovo
- Komárno
- Nesvady

## Općine
| - Bajč - Bátorove Kosihy - Bodza - Bodzianske Lúky - Brestovec - Búč - Čalovec - Číčov - Dedina Mládeže - Dulovce - Holiare - Chotín - Imeľ | - Iža - Kameničná - Klížska Nemá - Kravany nad Dunajom - Lipové - Marcelová - Martovce - Moča - Modrany - Mudroňovo - Okoličná na Ostrove - Patince | - Pribeta - Radvaň nad Dunajom - Sokolce - Svätý Peter - Šrobárová - Tôň - Trávnik - Veľké Kosihy - Virt - Vrbová nad Váhom - Zemianska Olča - Zlatná na Ostrove |